# フリック・シャグウェル

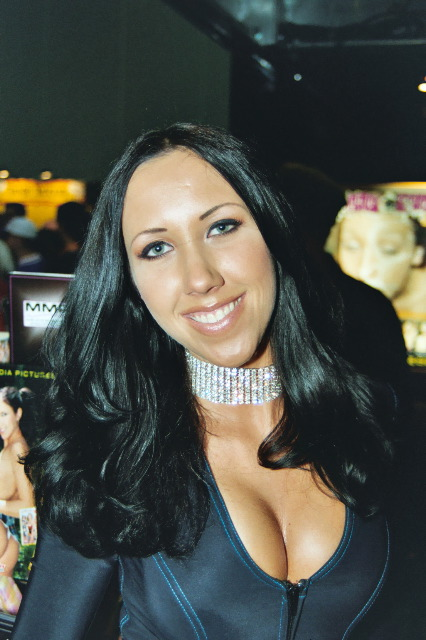
フリック・シャグウェル

フリック・シャグウェル（Flick Shagwell、1979年3月3日 - ）は、イギリスのポルノ女優。ロンドン・ウィンブルドン出身。